# Grand Prix de Plouay féminin 2005
La 7e édition du Grand Prix de Plouay féminin a eu lieu le 27 août 2005. Il s'agit de la neuvième manche de la Coupe du monde de cyclisme sur route féminine.

## Parcours
La course comporte huit tour de quatorze kilomètres.

## Récit de la course

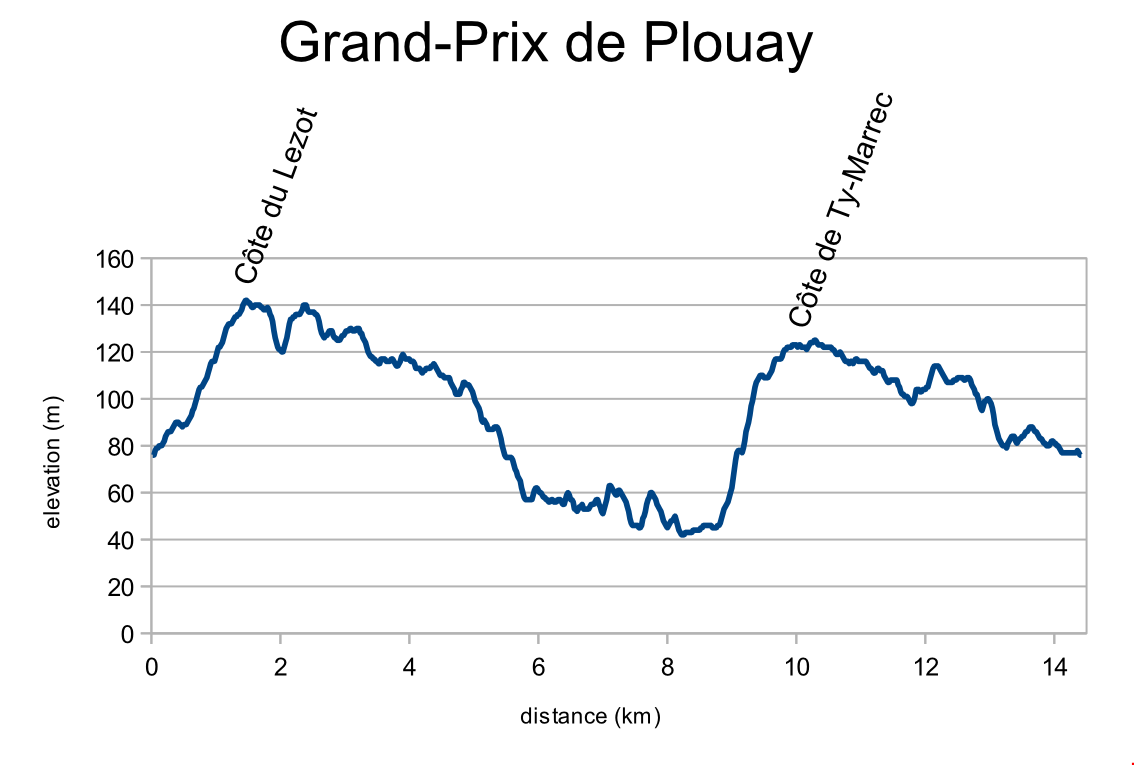
Profil du parcours

La première attaque est de Judith Arndt qui tente de mettre en difficulté l'équipe Flexpoint de Susanne Ljungskog, distante de seulement quatre points d'Oenone Wood au classement de la Coupe du monde. Judith Arndt est suivie par Mirjam Melchers-Van Poppel, troisième de la Coupe du monde. Elles sont reprises. À trois tours de l'arrivée, Marina Jaunâtre passe à l'attaque. À deux tours de l'arrivée, elle compte toujours cinquante secondes d'avance sur le peloton. Elle est néanmoins rejointe. Zoulfia Zabirova contre sans succès.  Dans l'avant dernier tour, Edita Pučinskaitė accélère dans la côte de Ty Marrec et n'est suivie que par Noemi Cantele. L'Italienne devance la Lituanienne au sprint et remporte donc le Grand Prix de Plouay. Derrière, la troisième place se joue au sprint et Monica Holler est la plus rapide.

## Classements

### Classement final
| \| Classement général \| Classement général \| Classement général \| Classement général \| Classement général \| \| Coureuse \| Coureuse \| Pays \| Équipe \| Temps \| \| ------------------ \| ------------------ \| ------------------ \| ------------------------------ \| ------------------ \| \| 1re \| Noemi Cantele \| Italie \| Bigla \| 2 h 58 min 36 s \| \| 2e \| Edita Pučinskaitė \| Lituanie \| Nobili Rubinetterie-Menikini \| + 0 s \| \| 3e \| Monica Holler \| Suède \| ELK Haus Nö \| + 32 s \| \| 4e \| Sophie Creux \| France \| \| + 32 s \| \| 5e \| Sigrid Corneo \| Italie \| Nobili Rubinetterie-Menikini \| + 32 s \| \| 6e \| Oenone Wood \| Australie \| Equipe Nürnberger Versicherung \| + 32 s \| \| 7e \| Marina Jaunâtre \| France \| France \| + 32 s \| \| 8e \| Mirjam Melchers \| Pays-Bas \| Buitenpoort-Flexpoint \| + 32 s \| \| 9e \| Andrea Graus \| Autriche \| ELK Haus Nö \| + 32 s \| \| 10e \| Edwige Pitel \| France \| France \| + 32 s \| |                   |           |                                |                 |
| |                   |           |                                |                 |
| Source : Cycling Quotient |                   |           |                                |                 |
| Classement général |                   |           |                                |                 |
| Coureuse | Coureuse          | Pays      | Équipe                         | Temps           |
| 1re | Noemi Cantele     | Italie    | Bigla                          | 2 h 58 min 36 s |
| 2e | Edita Pučinskaitė | Lituanie  | Nobili Rubinetterie-Menikini   | + 0 s           |
| 3e | Monica Holler     | Suède     | ELK Haus Nö                    | + 32 s          |
| 4e | Sophie Creux      | France    |                                | + 32 s          |
| 5e | Sigrid Corneo     | Italie    | Nobili Rubinetterie-Menikini   | + 32 s          |
| 6e | Oenone Wood       | Australie | Equipe Nürnberger Versicherung | + 32 s          |
| 7e | Marina Jaunâtre   | France    | France                         | + 32 s          |
| 8e | Mirjam Melchers   | Pays-Bas  | Buitenpoort-Flexpoint          | + 32 s          |
| 9e | Andrea Graus      | Autriche  | ELK Haus Nö                    | + 32 s          |
| 10e | Edwige Pitel      | France    | France                         | + 32 s          |